# Júnior Fell
Júnior Jader Fell (* 10. April 1992 in Estrela) ist ein brasilianischer Fußballspieler.

## Karriere
Fell entstammt der Jugendmannschaft des CA Metropolitano. Von dort wechselte er als 18-jähriger zu CR Vasco da Gama. Er kam dort auch nur in der Jugendmannschaft zum Einsatz und kehrte zu CA Metropolitano zurück. Dort debütierte er im Erwachsenenbereich und wurde 2013 zum Ferencváros Budapest nach Ungarn verliehen. Nach der Rückkehr nach Brasilien wechselte er zu Athletico Paranaense und wurde vom Klub, bei dem er in der Folge nicht in Pflichtspielen zum Einsatz kam, an Foz do Iguaçu FC und EC Internacional (SC) verliehen. Nach Auslaufen seines Vertrags kehrte er Anfang 2017 erneut zu CA Metropolitano zurück, der ihn nach einem halben Jahr an den japanischen Klub Roasso Kumamoto verlieh. Ab 2018 spielte er jeweils kurzzeitig für die brasilianischen Klubs FC Cascavel, Grêmio Esportivo Juventus, Grêmio Esportivo Glória, Moto Club de São Luís, Nacional AC (MG) und Operário FC. Bei kaum einer der Stationen blieb er länger als ein Jahr.